# Caule-Sainte-Beuve
Caule-Sainte-Beuve é uma comuna francesa na região administrativa da Normandia, no departamento de Sena Marítimo. Estende-se por uma área de 16,62 km². Em 2010 a comuna tinha 489 habitantes (densidade: 29,4 hab./km²).